# Occagnes
Occagnes – miejscowość i gmina we Francji, w regionie Normandia, w departamencie Orne.
Według danych na rok 1999 gminę zamieszkiwały 532 osoby, a gęstość zaludnienia wynosiła 34 osoby/km² (wśród 1815 gmin Dolnej Normandii Occagnes plasuje się na 412. miejscu pod względem liczby ludności, natomiast pod względem powierzchni na miejscu 221.).